# Натријум-тиосулфат
Натријум-тиосулфат је хемијско неорганско једињење хемијске формуле .

## Добијање
У лабораторији се добија загревањем раствора натријум-сулфата са елементарним сумпором:
{\displaystyle {\ce {Na2SO3 + S -> Na2S2O3}}}
Уколико се ова реакција изводи са радиоактивним изотопом сумпора, па се онда делује киселином на добијени радиоактивни натријум-тиосулфат, сав елементарни сумпор који се добије ће бити радиоактиван, док сумпор-диоксид који се ослобађа то неће бити. Ово наводи на закључак да два сумпорова атома у натријум-тиосулфату нису еквивалентна.
Некада су се веће количине ове соли добијале из калцијум-сулфида који би остајао као отпадак при Леблановом процесу. Након оксидације калцијум-сулфида на ваздуху, производ би се испирао са раствором натријум-карбоната, а потом се након испаравања вршила кристализација натријум-тиосулфата:
{\displaystyle {\ce {4CaS + 3H2O + O2 -> 3Ca(OH)2 + Ca2S2O3 + 2S}}}
{\displaystyle {\ce {Ca2S2O3 + Na2CO3 -> Na2S2O3 + CaCO3}}}
У новије време се натријум-тиосулфат производи из течности које представљају отпатке при производњи натријум-сулфида. Таква течност садржи сулфид, сулфат, сулфит и карбонат. При концентровању, ове соли се таложе, да би се онда процедиле, раствориле у води и напокон се третирају гасовима из пећи који садрже сумпор-диоксид:
{\displaystyle {\ce {2Na2S + Na2CO3 + 4SO2 -> 3Na2S2O3 + CO2}}}
{\displaystyle {\ce {2Na2S + Na2SO4 + 3SO2 -> 3Na2S2O3}}}

## Физичко-хемијске особине
Гради крупне кристале у облику пентахидрата који се у води лако растварају. При загревању се распада на натријум-сулфат и натријум-пентасулфид:
{\displaystyle {\ce {4Na2S2O3 -> Na2S5 + 3Na2SO4}}}

## Значај
- Дејством разблажене минералне киселине на натријум-тиосулфат изгледа да се гради тиосумпорна киселина која се распада на сумпор-диоксид и елементарни сумпор:

{\displaystyle {\ce {Na2S2O3 + 2HCl -> 2NaCl + SO2 + S + H2O}}}
Време настанка сумпора зависи од концентрације раствора. Ова реакција се користи за квалитативно доказивање тиосулфата.
- У раствору са јодом настаје натријум-јодид и натријум-тетратионат:

{\displaystyle {\ce {2Na2S2O3 + I2 -> 2NaI + Na2S4O6}}}
Ова реакција се много примењује у волуметријској анализи, не само за одређивање јода, већ и ма којег оксидационог средства које ослобађа јод из јодида, што значи за одређивање хлора, брома, бакарних соли, хипохлорита и хлорног креча.